# Los Claveles de Malache
Los Claveles de Malache es un caserío peruano ubicado en el distrito de Pacaipampa, perteneciente a la provincia de Ayabaca del departamento de Piura, al norte del Perú.

## Ubicación
Los Claveles de Malache se ubica al sur de la provincia de Ayabaca, en el distrito de Pacaipampa, en el departamento de Piura.

## Demografía
En 2017 Los Claveles de Malache tenía una población de 116 habitantes.